# 拔社埔
拔社埔，是台灣南投縣水里鄉的一個傳統地域名稱，位於該鄉東部。相較於今日行政區，其範圍大致包括頂崁村東南部、民和村不含南部邊界地帶，以及信義鄉地利村西南端達瑪巒橋一帶小區域。

## 歷史
台灣清治末期至日治初期，拔社埔地區為一街庄，稱為「拔社埔庄」，隸屬於五城堡。該庄西北與銃櫃庄、頭社庄為鄰，北與水社庄為鄰、東邊及南邊為蕃地，西邊為社仔庄。
1901年（日治明治三十四年）11月，全台廢縣廳改設二十廳，該庄隸屬於南投廳。1903年（明治三十六年）6月，該庄編入「集集區」，隸屬於南投廳。1909年（明治四十二年）10月，合併二十廳為十二廳，集集區仍隸屬於南投廳。1920年（大正九年），全台地方制度大改正，廢十二廳改設五州二廳，該庄改制為「拔社埔」大字，隸屬於臺中州新高郡集集街。
戰後集集街改制為集集鎮，隸屬於臺中縣，大字亦改制為里。1950年7月，集集鎮拆分出水里鄉，本地區改隸屬於水里鄉。同年10月，中、彰、投分治，水里鄉改隸屬南投縣。

## 聚落
本地區發展較早的聚落為拔社埔，在日治期初期的官方地圖上已有記載。此外，本地區尚有大灣、下城、中城、下糖廍、瓠瓢坑、益則坑等聚落。

## 交通
省道台16線（孫海林道）是名間鄉名間至信義鄉合流坪的幹道，大致以西向東蜿蜒經過拔社埔地區南部的濁水溪北岸地帶。由該道路向西轉西南西經一髮夾彎轉東北再繞大彎轉北可前往社子地區的水里聚落、柴橋頭南部、集集南部、林尾、隘寮、濁水並止於省道台3線路口；向東可前往地利並止於合流坪。
省道台21線（水信路一段）是台中市東勢區天冷至南投縣信義鄉塔塔加的幹道，大致以縱向經過本地區西部邊界外不遠處。由該道路向北可前往魚池、埔里、國姓、新社等地；向南可前往信義、和社、塔塔加等地並止於塔塔加台18線交會處。
鄉道投97線是德化社至地利的道路，其南側端點位於本地區東南端的省道台16線路口。由此向東北轉北北東經省道台16線橋下，出境後可前往潭南、水社地區的德化社（伊達邵）並止於省道台21甲線路口。

## 學校
- 民和國中
- 民和國小